# 矢崎川
矢崎川（やさきがわ）は、愛知県西尾市を流れる矢崎川水系の二級河川。

## 地理

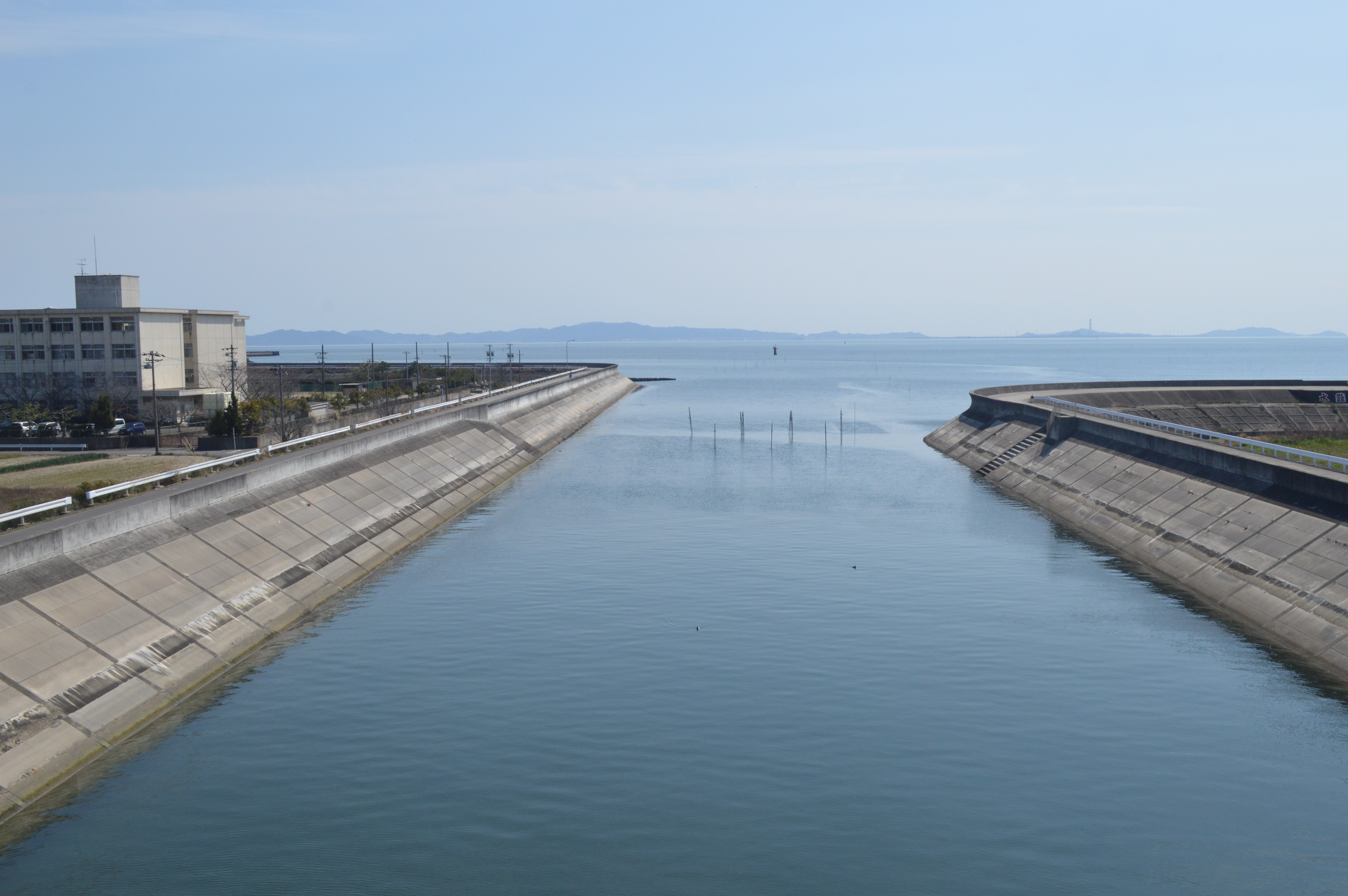
三河湾に注ぐ河口

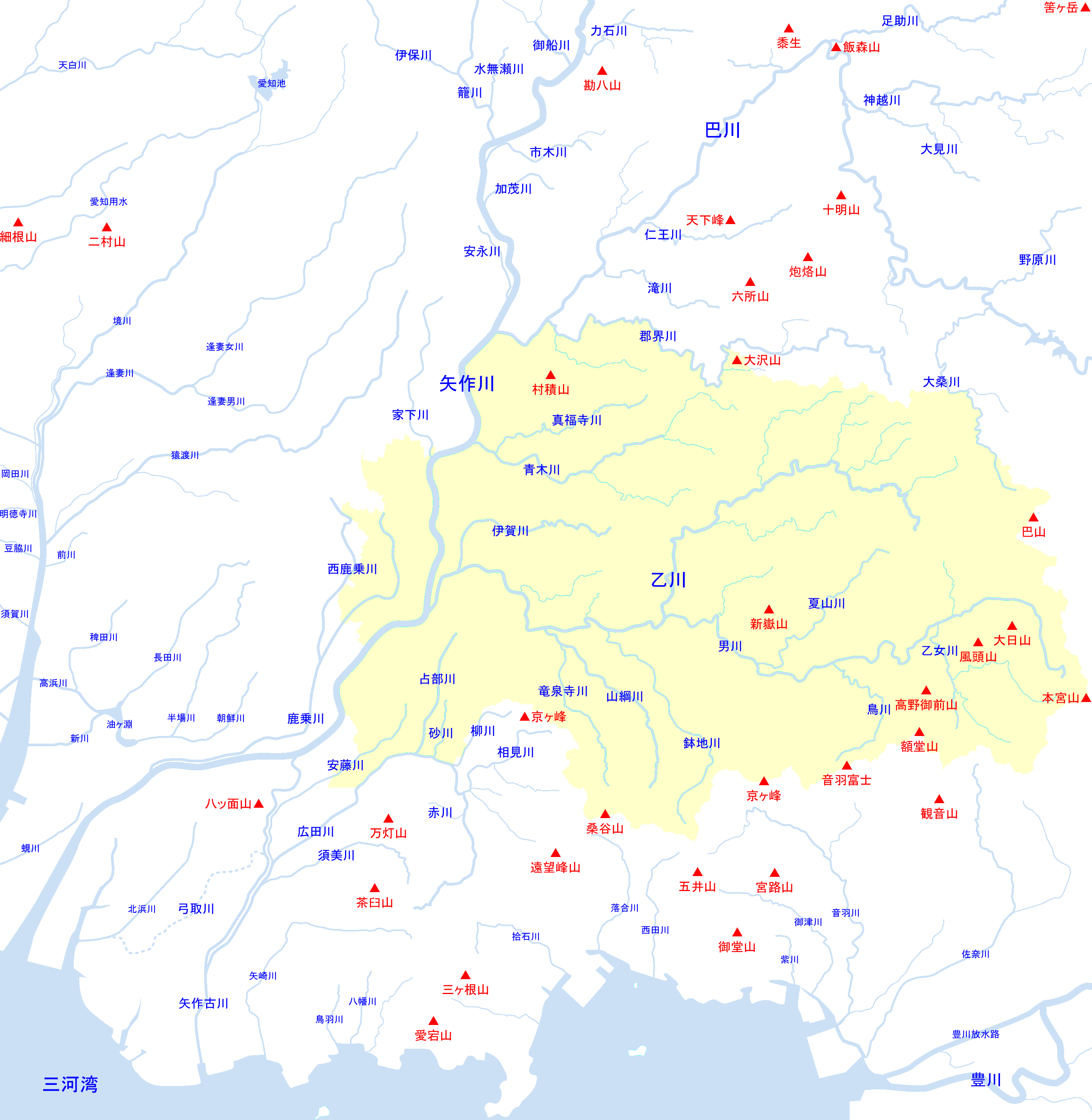
岡崎市周辺の地理

標高約90メートルにある西尾市吉良町宮迫（みやば）の大迫池（おおばいけ）付近が源である。吉良町の中央部を南下して、西尾市吉良町白浜新田で三河湾に注いでいる。流域面積は20平方キロメートルであり、全長は8.1キロメートルである。
炭焼川合流点より北が上流部、炭焼川合流点から酒井頭首工までが中流部、酒井頭首工より南が下流部とされる。上流部の川幅は約10メートルである。中流部は水田の中を流れ、川幅は約20メートルである。下流部は市街地を流れ、川幅は30メートル～50メートルと広い。河口付近には海苔養殖場が見られる。
下流部にはマハゼやボラなどの汽水魚、ニホンウナギなどの回遊魚がいる。中上流部にはギンブナやモツゴやミナミメダカなどの淡水魚がいる。

## 主な支流
二級河川と準用河川を下流側から順に記載する。
| 河川   | よみ       | 次数    | 種別     | 管理者 | 主な経過地 | 河川延長 （km） | 備考 |
| ------ | ---------- | ------- | -------- | ------ | ---------- | --------------- | ---- |
| 矢崎川 | やざきがわ | 本川    | 二級河川 | 愛知県 | 西尾市     | 8.1             |      |
| 小迫川 | こばがわ   | 1次支川 | 準用河川 | 西尾市 | 西尾市     |                 |      |

## 改良工事
1884年（明治17年）の改修で川幅が約2倍に広げられた。1944年（昭和19年）の東南海地震と1945年（昭和20年）の三河地震で地盤が約30センチ沈下し、下流域の軟弱な地盤による排水不良が課題となった。戦後には、1954年（昭和29年）以降の地盤変動対策事業、1965年（昭和40年）以降の湛水防除事業、1988年（昭和63年）以降の河川局部改良事業などで問題の解決が図られている。1959年（昭和34年）の伊勢湾台風後には河口から約1.5キロメートルまでの堤防が強化された。